# فهرست مقاومت‌کنندگان در جنگ عراق

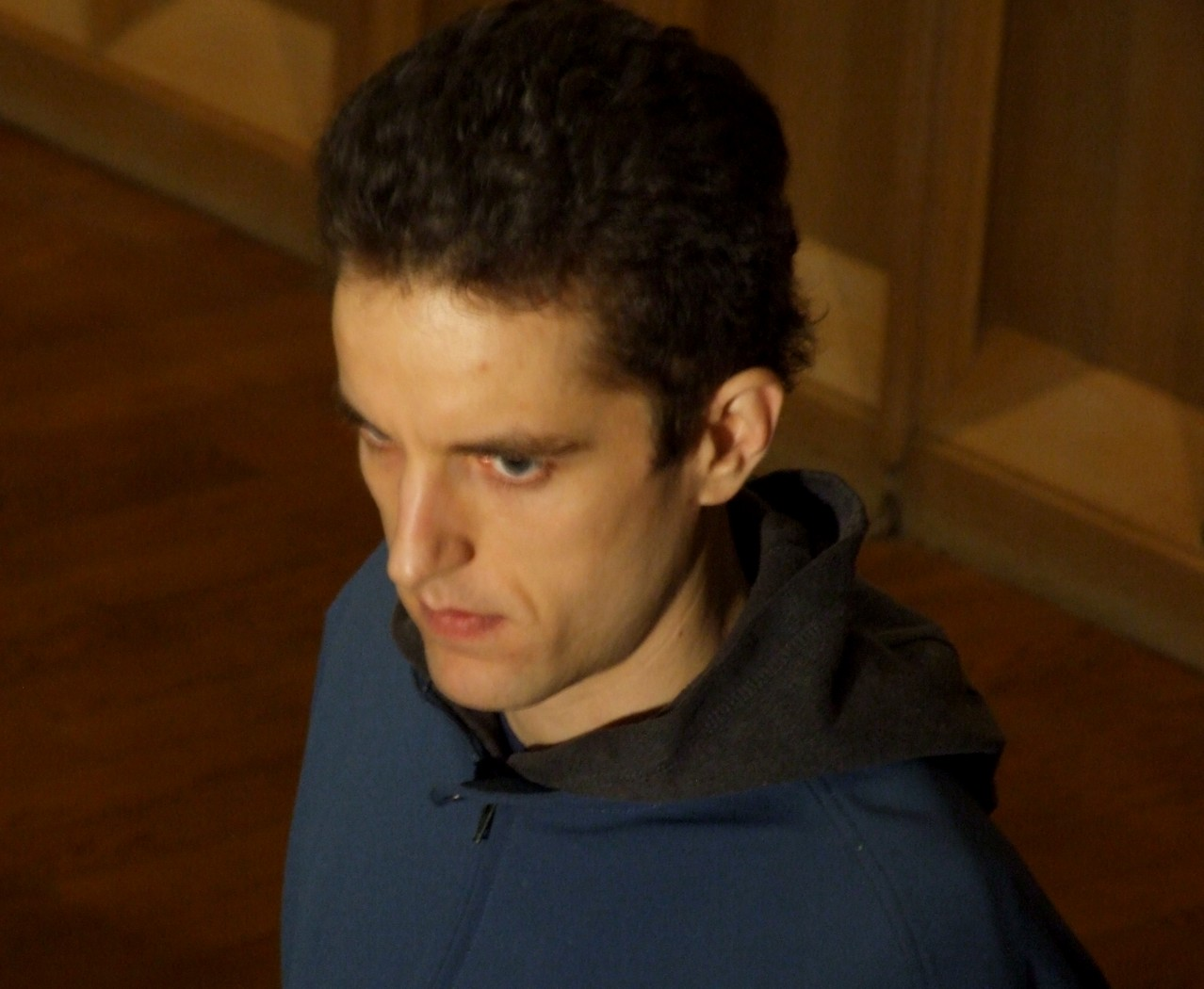
جرمی هینزمن، اولین فراری آمریکایی از جنگ عراق که به دنبال پناهندگی در کانادا شد.

برخی از سربازان نیروهای ائتلاف از شرکت در جنگ عراق خودداری کرده‌اند. لیست زیر لیستی از پرسنل نظامی برجسته است که از شرکت درجنگ عراق امتناع کرده‌اند، که به‌طور کلی براساس دلایلی که خودشان ارائه می‌کنند طبقه‌بندی شده‌اند.

## مخالفانی که به کانادا نقل مکان کردند

### حقوقی و سیاسی
بر اساس معاهده بین دولت کانادا و دولت ایالات متحده آمریکا در مورد کمک حقوقی متقابل در امور کیفری، مقام‌های ایالات متحده می‌توانند از مقام‌های کانادایی درخواست کنند تا اتباع آمریکایی را که مرتکب جرمی شده‌اند شناسایی، مکان‌یابی و بازداشت کنند. محکومیت احتمالی بیش از یک سال و متعاقباً استرداد آنها به ایالات متحده، بر اساس معاهده استرداد بین ایالات متحده آمریکا و کانادا. با این حال، دولت ایالات متحده باید به کسانی که استرداد می‌شوند، قول دهد که طبق حکم ایالات متحده علیه مجازات اعدام دریافت نخواهند کرد
به دلیل این احتمال وجود دارد که فراریان در ایالات متحده و بر اساس آن دو توافق‌نامه فوق، حکم بازداشت صادر شده باشند، مگر اینکه وضعیت خود را قانونی کنند، در کانادا مسئول دستگیری هستند. این کار را می‌توان با پیگیری یک ادعای پناهندگی انجام داد که هیئت مهاجرت و پناهندگی کانادا (IRB) در مورد آن جلسه استماع و صحت ادعا را تعیین می‌کند. در صورت امتناع، شاکی می‌تواند در صورت اعطای مرخصی به دادگاه فدرال، دادگاه استیناف فدرال و در نهایت به دادگاه عالی کانادا شکایت کند.
با این حال، اگر ادعای پناهندگی رد شود و درخواست‌های تجدیدنظر بعدی تصمیم هیئت مهاجرت و پناهندگی کانادا را لغو نکند، متقاضی باید ظرف ۳۰روز کانادا را بر اساس حکم اخراج ترک کند. اگر مدعی ظرف ۳۰روز کانادا را ترک نکند یا جزئیات خروج را با آژانس خدمات مرزی کانادا تأیید نکند، به‌طور خودکار به حکم اخراج تبدیل می‌شود که توسط هر افسر صلح درکانادا قابل اجرا است.

### مخالفانی که در کانادا می‌مانند
فهرستی از این منابع:و اطلاعات عمومی منبع از فهرست مشخصات مقاومت در وب‌سایت «شجاعت برای مقاومت» که نشان می‌دهد این پرسنل نظامی از شرکت در جنگ عراق امتناع می‌کنند.
جاستین کلبی
دن فلوشکو (دارای تابعیت دوگانه در ایالات متحده و کانادا)
پاتریک هارت
براندون هیگی (وضعیت پناهندگی توسط هیئت مهاجرت و پناهندگی کانادا رد شد)
پیتر جملی
کریستین کیار
دیل لندری
کوین لی
برد مک کال
فیل مک داول
دیوید سندرز
کایل اسنایدر
جیمز استپ
دین والکات
رادنی واتسون در ۵ اوت۲۰۰۹ او تا ۱۰ اوت ۲۰۰۹ از کانادا خارج شد، اما این امر تا ۱۹ اوت ۲۰۰۹ به تعویق افتاد. دوباره تا ۱۱ سپتامبر ۲۰۰۹ به تعویق افتاد. با توجه به این حکم اخراج، او درخواست تجدید نظر کرد. به اولین کلیسای متحد در ونکوور برای حق پناهندگی. درخواست او پذیرفته شد و در ۱۸ سپتامبر ۲۰۰۹ وارد آن کلیسا شد.
چاک وایلی

#### معترضان به توقف اخراج تا تصمیم‌های بیشتر اعطا شدند
- کوری گلس - در ۹ ژوئیه ۲۰۰۸،تورنتو استار گزارش داد که کوری گلس "اکنون مجاز است تا زمانی که دادگاه فدرال تصمیمی در مورد آن اتخاذ کند، در کانادا بماند.»[۷] او به هیئت مهاجرت و پناهندگی کانادا منتقل شد و در آنجا تحت صلاحیت ارتش باقی می‌ماند تا زمانی که او را برکنار کنند.
- جرمی هینزمن
- مت لاول (۲۷ اکتبر 2008[۸] و ۶ ژانویه ۲۰۰۹)
- کیمبرلی ریورا - در ۱۱ اوت ۲۰۰۹، یک جلسه استماع جدید «ارزیابی خطر قبل از حذف» با یک افسر جدید به او داده شد.[۹]

#### مخالفان به پانل جدید هیئت مهاجرت و پناهندگی کانادا برای بررسی مجدد درخواست‌ها برای وضعیت پناهندگی دائم اعطا کردند
- جاشوا کی -در ۴ ژوئیه ۲۰۰۸، جاشوا کی در دادگاه فدرال برنده شد، بنابراین هیئت پناهندگان مجبور به بررسی مجدد ادعای او شد.[۱۰] جاشوا کی یک جلسه استماع جدید در مقابل هیئت مهاجرت و پناهندگان خواهد داشت. در ۴ ژوئیه ۲۰۰۸ شرکت رادیو و تلویزیون کانادا، پوشش خبری این خبر گفت که اکنون این احتمال وجود دارد که او «می‌تواند واجد شرایط پناهندگی باشد».[۱۱] در ۳ ژوئن ۲۰۰۹، کی یک جلسه استماع جدید در مقابل [هیئت مهاجرت و پناهندگی] داشت.[۱۲][۱۳]

### معترضانی که از کانادا اخراج شده‌اند یا به دلیل دستور اخراج آنها را ترک کرده‌اند

#### معترضانی که برای وضعیت پناهندگی قانونی درخواست داده بودند
- رابین لانگ – در ۱۶ ژوئیه ۲۰۰۸،تورنتو استار گزارش داد که لانگ «هفته گذشته پس از عدم رعایت شرایط وثیقه که هنگام از دست دادن جلسه رسیدگی در مورد مهاجرت در سال گذشته اعمال شده بود، از [کانادا] خارج شد. دیروز تبعید شد.»[۱۴]
- کریس تسکه – ۲۳ ژانویه ۲۰۰۹، تسکه اولین مقاومت جنگی بود که مجبور شد از کانادا خارج شود و برای وضعیت پناهندگی قانونی درخواست کرد، «از شرایط وثیقه پیروی نکرد» (همان‌طور که رابین لانگ انجام داد)، و با این حال همچنان برای او حکم اخراج صادر شد.[۱۵]
- کلیفورد کرنل - در ژانویه ۲۰۰۹، کرنل برخی از وقایع قانونی را تجربه کرد.[۱۶] در ۴ فوریه ۲۰۰۹ کورنل «در روز چهارشنبه پس از عبور از مرز از کانادا به ایالت واشینگتن دستگیر شد».[۱۷] در ۲۳ فوریه ۲۰۰۹، کورنل به جرم فرار از خدمت به قصد «پرهیز از انجام وظیفه خطرناک و اجتناب از خدمت‌های مهم» متهم شد.[۱۸] در ۲۹ آوریل ۲۰۰۹، کلیفورد به جرم فرار از خدمت محکوم شد و به یک سال زندان محکوم شد.[۱۹]

#### معترضانی که برای وضعیت پناهندگی قانونی درخواست نکرده بودند
- دانیل سندیت - در ۱۶ ژوئیه ۲۰۰۸ در آبشار نیاگارا، کانادا اخراج شد،[۲۰] پس از بیش از ۲ سال اقامت در کانادا. او بعداً در دادگاه نظامی Ft. کارسون و به ۸ ماه زندان محکوم شد.[۲۱][۲۲] سندیت در زندان بیانیه ای کتبی دربارهٔ مخالفت خود با جنگ عراق منتشر کرد.[۲۳] او در ۲۰ ژانویه ۲۰۰۹ د. سیل، اوکلاهاما، و به‌طور عمومی در مورد تجربه خود در یک کنفرانس مطبوعاتی در اوکلاهاما سیتی در ۲۲ ژانویه ۲۰۰۹ صحبت کرد.[۲۴][۲۵]
- جیمز اشلی – در ۲۳ دسامبر ۲۰۰۸،تورنتو استار چنین گزارش داد: «یک مرد ۲۸ ساله متهم به فرار از ارتش ایالات متحده توسط پلیس کانادا دستگیر و به مقام‌های ایالات متحده در میشیگان تحویل داده شد.جیمز اشلی روز دوشنبه در پل آبی آبی در پورت هورون به ایالات متحده بازگردانده شد.ران اسمیت، سخنگوی گمرک ایالات متحده می‌گوید که مشخص نیست پلیس اشلی را در پل یا در جای دیگری در انتاریو دستگیر کرده‌است.اسمیت می‌گوید که حکم بازداشت اشلی از فورت رایلی، کانزاس وجود دارد.»[۲۶] مشخص نیست که آیا اشلی قصد قانونی کردن وضعیت خود را با پیگیری درخواست پناهندگی در هیئت مهاجرت و پناهندگی کانادا داشته‌است یا نه، یا اینکه هنوز این کار را نکرده‌است.(به قانون مهاجرت و حفاظت از پناهندگان مراجعه کنید.)

### مخالفانی که با کمال میل و بدون حکم اخراج به ایالات متحده بازگشتند
- ایوان بروبک – از تور دوم در عراق،USMC امتناع کرد. در سال ۲۰۰۶ به ایالات متحده بازگشت تا با مارشال دادگاه به دلیل غیبت غیرمجاز و جابجایی مفقود شده در کوانتیکو روبرو شود. ایوان به دلیل توافق پیش از محاکمه به ۱۰ ماه حبس به ۶۳ روز کاهش یافت. بروبک ترشح بد رفتاری دریافت کرد.
- دارل اندرسون - پس از ۷ ماه اقامت در عراق به کانادا فرار کرد.[۲۷] بدون دادگاه نظامی به آمریکا بازگشت.[۲۸]
- جیمز برمیستر - به ایالات متحده بازگشت، خود را به مقام‌های تسلیم کرد، در ۱۶ ژوئیه ۲۰۰۸ به جرم فرار محکوم شد و به ۹ ماه زندان محکوم شد.[۲۹] او پس از سه ماه و ۱۰ روز حبس در ۲۸ اکتبر ۲۰۰۸ آزاد شد.[۳۰]

## مخالفانی که ادعا می‌کنند جنگ غیرقانونی است
- بن گریفین – سرباز بریتانیایی سرویس هوایی ویژه که معتقد است جنگ در عراق غیرقانونی بوده و دولت در مورد رفتار جنگ دروغ گفته‌است.[۳۱] به او اجازه داده شد که ارتش را بدون هیچ اتهامی بر علیه او ترک کند.[۳۲]
- مالکوم کندال اسمیت - یک افسر پزشکی واحد بریتانیایی برای نیروی هوایی سلطنتی بریتانیا که به دلیل غیرقانونی بودن جنگ از اعزام سرباز زد.[۳۳][۳۴] او به ۵ مورد امتناع از دستور قانونی متهم و مجرم شناخته شد.[۳۵][۳۶] قاضی پرونده خود دفاع‌هایی مبنی بر غیرقانونی بودن جنگ را رد کرد و گفت که نیروهای مسلح بریتانیا بر اساس قطعنامه‌های سازمان ملل متحد توجیه کاملی برای حضور در عراق در زمان اتهام‌هایی دارند و جنایت تجاوزکارانه نمی‌تواند توسط یک افسر جوان انجام شود.
- ویلفردو تورس[۳۷]
- ارن واتادا

## مخالفان وظیفه‌شناس
برای اهداف این فهرست، تشخیص مخالفت وجدانی توسط فرد انجام می‌شود، نه دولت. غالباً افراد و دولت‌ها در مورد وضعیت اختلاف نظر دارند.
- آگوستین آگوایو (زندانی وجدان عفو بین‌الملل[۳۸])
- کوین بندرمن - یک تور در عراق انجام داد و سپس قبل از دومین تور خود برای وضعیت مخالف وجدان درخواست داد.[۳۹] او از فرار از خدمت تبرئه شد و به دلیل از دست دادن یک حرکت سرباز مجرم شناخته شد. او به ۱۵ ماه حبس تعزیری، تنزل رتبه به خصوصی و مرخصی غیر شرافتمندانه محکوم شد.[۴۰][۴۱]
- بازجوی سابق ارتش ریکی کلوزینگ[۴۲][۴۳]
- دیدرا کاب[۴۴]
- آیدان دلگادو - او در آوریل ۲۰۰۳ برای وضعیت سرباز وظیفه‌شناسی درخواست داد که در نهایت ارتش این وضعیت را به رسمیت شناخت و در آوریل ۲۰۰۴ به افتخار اخراج شد.
- استیون فانک
- کاترین جاشینسکی
- کلیفتون هیکس[۴۵]
- کامیلو مجیا
- پابلو پاردس - ملوان نیروی دریایی که از سوار شدن به یو اس اس بونهوم ریچارد هنگام اعزام به خلیج فارس در ۶ دسامبر ۲۰۰۴ خودداری کرد. دادگاه نظامی او را به دلیل غیبت بدون مرخصی مجرم شناخته‌است.[۴۶][۴۷]
- کیمبرلی ریورا
- جاش استیبر – وبلاگ نویس و نویسنده همکار نامه به عراق

در ژوئن ۲۰۱۳، جاش استیبر و افراد مشهور متعددی در ویدیویی ظاهر شدند که حمایت خود را از چلسی منینگ نشان می‌داد.
- عبدالله ویلیام وبستر (زندانی عقیدتی سازمان عفو بین‌الملل ایالات متحده)[۵۰][۵۱]
- مارک ویلکرسون

## دیگر
مایکل بلیک
ایوان بروبک
پیتر براون
توماس بوانمو
جیمز برمیستر
جاناتان آرکیس کاب
کریس کپس
یوگن گیلاس
جیمز سیرچلو
تراویس کلارک
پدرو فورتوناتو «کلسو»
جاشوا دیسپین
جسیکا فاوستنر
برد گسکینز
کریس گورمن
عبدالهندرسون
درک هس
کلیفتون هیکس
کوین هیکس
الئونای الی اسرائیل
تری جانسون
غانیم خلیل
محیسین خان
جوئل کلمکویچ
وینسنت لاولپا
بلیک لمواین
کریستوفر ماگاوای
دوون مارش
کوری مارتین
جیمی میسی
ملانی مک فرسون
مت میشلر
لینجامین مول
پری اوبرایان
رالف پادولا
کوری رو
آندره شپرد
راس اسپیرز
مایکل سادبری
سوزان سویفت
رونی تالمن
هاروی تارپ
قطار مارک
خوزه واسکز
هارت ویگز
کارل وب
جیسون وب
مارک ویلکرسون
رابرت زابالا

## مجازات‌هایی که به مقاومت‌کنندگان جنگ عراق داده شد
| نام | کشور         | تاریخ محکومیت  | محکوم به                                                               | جمله                             | زمان واقعی زندان                     |
| --- | ------------ | -------------- | ---------------------------------------------------------------------- | -------------------------------- | ------------------------------------ |
| استیون فانک | ایالات متحده | ۶ سپتامبر ۲۰۰۳ | غیبت غیرمجاز                                                           | ۶ ماه                            | ۶ ماه                                |
| کامیلو مجیا | ایالات متحده | ۲۱ مه ۲۰۰۴     | فرار از خدمت                                                           | ۱۲ ماه                           | ۹ ماه                                |
| عبدالله ویلیام وبستر (زندانی عقیدتی عفو بین‌الملل)                                                                       | ایالات متحده | ۳ ژوئن ۲۰۰۴    | اطاعت نکردن از دستورها حرکت‌ها تیپ مافوق و مفقود                        | ۱۴ ماه                           | ۱۱ ماه                               |
| کوین بندرمن | ایالات متحده | ژوئیه ۲۰۰۵     | حرکت از دست رفته بر اساس طرح، فرار به قصد اجتناب از انجام وظیفه خطرناک | ۱۵ ماه                           | ۱۳ ماه                               |
| مالکوم کندال اسمیت | انگلستان     | ۱۳ آوریل ۲۰۰۶  | امتناع از اطاعت از دستور قانونی                                        | ۸ ماه به علاوه جریمه و غیره      | ۲ ماه به اضافه جریمه‌های دیگر         |
| آگوستین آگوایو (زندانی عقیدتی عفو بین‌الملل)                                                                             | ایالات متحده | ۶ مارس ۲۰۰۷    | فرار از خدمت                                                           |                                  | ۷ ماه                                |
| رایان جکسون | ایالات متحده | ۳۰ مه ۲۰۰۸     | فرار از خدمت                                                           | ۱۰۰ روز                          |                                      |
| ***جیمز برمیستر (بدون صدور حکم اخراج به ایالات متحده بازگشت)                                                            | ایالات متحده | ۱۶ ژوئیه ۲۰۰۸  | فرار از خدمت                                                           | ۹ ماه                            | ۳ ماه و ۱۰ روز                       |
| *** رابین لانگ (برای وضعیت قانونی درخواست شد؛ حکم اخراج صادر شد)                                                        | ایالات متحده | ۲۲ اوت ۲۰۰۸    | ترک خدمت به قصد دوری دائم                                              | ۱۵ ماه                           | ۱۲ ماه                               |
| تونی اندرسون | ایالات متحده | ۱۷ نوامبر ۲۰۰۸ | فرار از خدمت                                                           | ۱۴ ماه                           |                                      |
| *** دانیل سندیت (حبس از ۱۶ ژوئیه ۲۰۰۸ آغاز شد؛ پایان یافت در ۲۰ ژانویه 2009) (برای وضعیت قانونی درخواست نکرد؛ اخراج شد) | ایالات متحده | ۱۷ نوامبر ۲۰۰۸ | فرار از خدمت                                                           | ۸ ماه                            | ۶ ماه                                |
| ***کلیفورد کرنل (برای وضعیت قانونی درخواست شد؛ حکم اخراج صادر شد)                                                       | ایالات متحده | ۲۹ آوریل ۲۰۰۹  | فرار از خدمت                                                           | یک سال، بعداً به ۱۱ ماه کاهش یافت | ۱۱ ماه (منتشر شده در ۱۶ ژانویه 2010) |